# Battletoads (серия игр)
Battletoads — серия видеоигр в жанре «Beat ’em up», разработанная компанией Rare.

## История
Первая игра серии, Battletoads, была выпущена в июне 1991 года для игровой консоли Nintendo Entertainment System. Она собрала в основном положительные отзывы от критиков, которые хвалили её графику и разнообразие в игровом процессе. Популярность игры привела к ее портам на другие платформы и к ее продолжениям.

## Видеоигры
- Battletoads: Battletoads должны победить злую Тёмную Королеву на своей планете и спасти своих похищенных партнеров, Пимпл и Принцессу Анжелику. Первоначально выпущена для Nintendo Entertainment System (NES) в 1991 году компанией Rare (в Японии игра распространяется компанией Masaya Games,[1] в Европе и США игра распространяется компанией Tradewest) и впоследствии портирована: компанией Mindscape для Amiga в 1992 г. (но выпущен только в 1994 г.), компанией Arc System Works для Sega Mega Drive/Genesis и Sega Game Gear в 1993, Rare для Game Boy в 1993 году (под названием «Battletoads in Ragnarok’s World») и Mindscape для Amiga CD32 в 1994 году.
- Battletoads: Игра с ЖК-дисплеем была выпущена Tiger Electronics в 1991 году.
- Battletoads (Game Boy): спин-офф оригинальной игры для NES. Несмотря на то, что у нее такая же обложка и название как у оригинальной версии NES, она полностью отличается от версии для NES.
- Battletoads in Battlemaniacs: выпущен в 1993 году для Super Nintendo Entertainment System (SNES) и разработан в 1994 году для Sega Master System (но выпущен только в 1996 году). В этой игре Зитц и дочь генерального директора Псикон (Psicone Industries) были схвачены, а Раш и Пимпл должны спасти их от Тёмной Королевы. В отличие от предыдущих игр, в этой у каждого персонажа есть свои особые способности и комбинации. У Пимпла мощная электростанция, в то время как Раш юркий и маленький, сражается с помощью ударов ногами. Помимо кооперативной игры, одиночный игрок может играть за Раша, переключившись на второй контроллер.
- Battletoads in Ragnarok’s World: порт оригинальной игры 1993 года, сделанный Rare для Game Boy.
- Battletoads & Double Dragon: кроссовер с персонажами из серии Double Dragon с некоторыми вольностями. Тёмная Королева и Теневой Босс объединяются, и пять героев (три жабы, Зитц, Раш Пимпл и два брата Билли и Джимми Ли) должны их остановить. Впервые в серии игра предлагает игрокам экран выбора персонажа. Выпущена в 1993 году для NES, Genesis, SNES и Game Boy.
- Battletoads Arcade: игра для аркадного автомата, выпущенная в 1994 году, также известная как «Super Battletoads». В аркадной игре, в отличие от других игр, был голос за кадром и несколько других особенностей, которые отличали ее от других игр, например, значительно возросший уровень насилия. Он следует обновленной формуле Battletoads в Battlemaniacs, в которой каждый персонаж имеет свой собственный дизайн, особые способности и комбо, но на этот раз с тремя жабами, Зитцем, Рашем и Пимплом в качестве выбираемых персонажей: в то время как Раш остается проворным и более мелким персонажем, Пимпл является главным героем, Зитц представлен как промежуточный и сбалансированный персонаж. Уровни техники делают упор на сражение, а не на запоминание и уклонение от препятствий.
- Battletoads (игра, 2020): игра Xbox One и Microsoft Windows, разработанная DLaLa Studios в сотрудничестве с Rare, выпущен 20 августа 2020 года. Она включает кооперативную многопользовательскую игру для трех игроков и высокое 4K разрешение нарисованной от руки псевдотрёхмерной (2,5Д) графики.

Battletoads появляются в бонусной схватке с боссом в версиях Shovel Knight для Xbox One и ПК. Battletoads и Battletoads Arcade включены в Rare Replay, сборник из 30 редких игр, выпущенных для Xbox One в 2015 году. Раш появляется в качестве игрового гостя в третьем сезоне файтинга Killer Instinct (2013), доступного на Xbox One и Windows. Раш также появляется как фигурка в игре Grounded.

## Сюжет и персонажи
Battletoads является пародией на Черепашек-ниндзя. Героями игр серии являются антропоморфные боевые жабы Раш, Зитц и Пимпл (с англ. — «Сыпь, Угри и Прыщ»). Им помогает профессор Т. Птиц. Сюжеты игр развиваются вокруг противостояния боевых жаб и Тёмной Королевы с её армией космических мутантов.

## Игровой процесс
Игры серии выполнены в жанре «избей их всех». От аналогичных игр своего времени они отличаются большим разнообразием игровых ситуаций. Игры включают уровни с псевдотрёхмерным видом (аналогично Golden Axe) и двухмерные уровни с видом сбоку, а также уровни, где герой перемещается на каком-либо транспортном средстве. В некоторых уровнях герой спускается в шахту на канате и вынужден защищать от атак не только себя, но и канат. В других уровнях герой летит на реактивном мотоцикле и должен преодолевать серии препятствий, вовремя реагируя на предупреждения о их появлении. В игре Battletoads & Double Dragon присутствует уровень, выполненный в жанре мультинаправленного шутера, действие которого происходит в космосе.
Герои игр могут атаковать противника руками и ногами, нанося удары с места или с разбега. Также на некоторых уровнях может быть получено оружие в виде палки, клюва вороны или гранаты.
Герои имеют уровень здоровья и попытки. Уровень здоровья может быть восстановлен поимкой мух, встречающихся в определённых местах на уровнях. Количество попыток увеличивается при наборе определённого количества очков или взятии приза.
Как и в других играх компании Rare, в некоторых играх серии на уровнях присутствуют секретные порталы, позволяющие при определённых условиях пропускать уровни игр. Например, в первой игре серии такой портал присутствует на первом уровне и может быть найден при прохождении начала первого уровня за очень короткое время.
По версии издания Vulture, «Turbo Tunnel» из Battletoads является самым сложным уровнем за всю историю видеоигр.